# Lecumberry
Lecumberry település Franciaországban, Pyrénées-Atlantiques megyében. Lakosainak száma 184 fő (2022. január 1.). Lecumberry Ahaxe-Alciette-Bascassan, Béhorléguy, Bussunarits-Sarrasquette, Estérençuby, Hosta, Larrau, Mendive, Orbaizeta és Ochagavía községekkel határos.

## Népesség
A település népességének változása:
| Lakosok száma | 176  | 170  | 175  | 172  | 173  | 170  | 170  | 173  | 184  |
|               | 2013 | 2015 | 2016 | 2017 | 2018 | 2019 | 2020 | 2021 | 2022 |